# Byers (Colorado)
Byers è un centro abitato (census-designated place) degli Stati Uniti d'America, situato nella contea di Arapahoe dello stato del Colorado. Nel censimento del 2000 la popolazione era di 1.233 abitanti.

## Geografia fisica
Secondo i rilevamenti dell'United States Census Bureau, Byers si estende su una superficie di 11,1 km².